# Кеннеди, Дональд
Дональд Кеннеди (англ. Donald Kennedy; 18 августа 1931, Нью-Йорк — 21 апреля 2020) — американский учёный, биолог и эколог. Доктор философии (1956). Эмерит-профессор Стэнфордского университета, где работал с 1960 года, и его эмерит-президент (руководил им с 1980 по 1992 год). Возглавлял Food and Drug Administration (с 1977 по 1979 год). В 2000—2008 годах главный редактор журнала Science.
Член Национальной АН США и Американского философского общества (1976).

## Биография
Окончил Гарвардский университет со степенями бакалавра (1952), магистра (1954) и доктора философии (1956) по биологии. Преподавал в Сиракузском университете (с 1956 года), а с 1960 года — в Стэнфорде. В последнем в 1965—1972 годах заведующий кафедрой биологии, и в этом качестве основал в этом университете первую междисциплинарную программу Human Biology, директором которой являлся с 1973 по 1977 год.
В 1979—1980 годах провост Стэнфордского университета, в 1980—1992 годах его президент, затем эмерит. Являлся там именным профессором (Bing Professor of Environmental Science), затем эмерит. Директор-основатель Health Effects Institute.
Член Американской академии искусств и наук.
Отмечен Dinkelspiel Award Стэнфорда, Support for Science Award от Council of Scientific Society Presidents (CSSP) в 2005 году, Public Understanding of Science Award от Эксплораториума (2008) и Carl Sagan Prize for Science Popularization (2010).
Удостоен ряда почётных докторских степеней.
Был женат. Его давним другом являлся Пол Эрлих.
Автор книг Valuing Nature, U.S. Policy and the Global Environment, Academic Duty, Academic Misconduct, Agricultural Production, Innovation, and Biological Diversity, а также The Cold and the Dark: The World after Nuclear War (1984, в соавторстве с П. Эрлихом и К. Саганом).
Автор мемуаров A Place in the Sun: A Memoir (2018).